# Gaspar Sanz
Gaspar Sanz, pseudonimo di Francisco Bartolomé Sanz Celma (Calanda, 4 aprile 1640 – Madrid, 1710), è stato un presbitero, compositore e chitarrista spagnolo.

## Biografia
Laureato in teologia all'Università di Salamanca. Secondo alcuni studiosi è stato il miglior teorico spagnolo del XVII secolo sulla chitarra. Fu maestro di chitarra di Don Juan de Austria al quale dedicò la sua famosa "Instrucción de música sobre la guitarra española" (suddivisa in tre libri), il titolo originale era: 
"Instrucción de Música sobre la guitarra española y Método de sus primeros  rudimentos, hasta tañerla con destreza, con dos laberintos ingeniosos, variedad de sones y dances de rasgueado y punteado, al estilo español, italiano, frances y inglés, con un breve tratado para acompañar con perfección sobre la parte muy esencial para la guitarra, arpa y organo, resumido en doze reglas y exemplos los mas principales de contrapunto y composición, dedicado al Serenissimo Señor , el Señor Ivan, compuesto por el Lecenciado Gaspar Sanz, aragones, natural de la Villa de Calanda, Bachiller en Teologia por la Insigne Vniversidad de Salamanca".
Si pensa sia morto a Madrid nel 1710.

## Composizioni
- Libro Primero
  - La Gallarda
  - Mariona
  - Villano
  - Dance De las Hachas
  - Espanoleta
  - Pavana
  - Torneo
  - Batalla
  - Passacalle  Sobre La D
  - Jacaras
  - Canarios
  - Preludio y Fantasia
  - Sesquialtera
  - Alemanda "La Serenisima"
  - Jiga Al Aire Ingles
  - Zarabanda Francesa
  - Preludio O Capricho Arpeado Per La +
  - Sesquialtera
  - Alemanda "La Preciosa"
  - Coriente
  - Zarabanda Francesa
  - Fuga 1º Por Primer Tono Al Ayre Espanol
  - Fuga 2º Al Ayre De Jiga
  - Zarabanda Francesa
  - Passacalles Por La E
  - Passacalles Por La +

- Libro Segundo
  - Gallardas
  - Las hachas
  - La Buelta
  - Folias
  - Rujero
  - Paradetas
  - Matachin
  - Zarabanda
  - Jacaras II
  - Chacona
  - Espanoletas
  - Pasacalles
  - Canarios II
  - Canarios III
  - Villanos
  - Marionas II
  - Marizapalos
  - Granduque I
  - Otro Granduque
  - Passacalles
  - Pavanas por la D
  - Giga Inglesa
  - Bailete Frances
  - Passacalles por la O
  - Clarines y trompetas
  - Cavaleria de Napoles
  - Canciones
  - La Garzona
  - La Coquina Francesa
  - Lantururu
  - Le Esfacheta de Napoles
  - La Miñona de cataluña
  - La minima de Portugal
  - Dos trompetas de la reyna de Suecia
  - Clarin de los mosqueteros del rey de Francia

- Libro Tercero
  - Pasacalles por la C
  - Prosiguen mas diferencias sobre los antecedentes Passacalles
  - Passacalles por la I
  - Passacalles por la E y la D
  - Passacalles por la + y K
  - Passacalles por la H
  - Passacalles por la G y B
  - Passacalles por la O por el Uno bemolado y por segundo Tono
  - Passacalles por la L
  - Passacalles por la K